# Baldío (película)
Baldío es una película de Argentina filmada en blanco y negro dirigida por Inés de Oliveira Cézar sobre su propio guion escrito en colaboración con Saula Benavente que se estrenó el 22 de agosto de 2019. Tuvo como actores principales a Mónica Galán, Gabriel Corrado,  Nicolas Mateo y Rafael Spregelburd.

## Sinopsis
Mientras interviene en la filmación de una película, una actriz atiende las emergencias de su hijo, adicto a las drogas. Esta expresión de cine dentro del cine, que está basada en una historia real, muestra el choque entre el cine y el exterior,  el amor y el miedo, el trabajo y el reconocimiento.

## Reparto
Colaboraron en el filme los siguientes intérpretes:
- Mónica Galán...	Brisa
- Gabriel Corrado...Félix
- Nicolas Mateo...Hilario
- Rafael Spregelburd
- Mónica Raiola
- Martín Pavlovsky
- Lalo Rotaveria
- María Figueras...Noe
- Agustina Muñoz
- Nahuel Viale
- Luis Brandoni...	Ernesto
- Leonor Manso
- Ronnie Arias
- Cecilia Dopazo

## Críticas
Alejandro Lingenti en La Nación escribió:

”El gran mérito de Baldío…es abordar una temática que puede invitar al efectismo con una notoria sobriedad. El contrapunto entre las tensiones de ese rodaje, … y las que esa mujer agobiada debe enfrentar en su intimidad luce muy bien equilibrado….Mónica Galán…supo cómo llenar a su personaje de matices, oscilando ingeniosamente entre la angustia, la resignación y la lógica empatía con el que interpreta Nicolás Mateo. También fueron aciertos una fotografía en blanco y negro muy cuidada, pero no necesariamente preciosista, que marida a la perfección con los climas del relato y una banda sonora que funciona como una especie de monólogo interior de la protagonista.